# Fabrica de Staruri (Republica Moldova)
Fabrica de Staruri este un show care aduce în Republica Moldova formatul proiectului Star Factory. Și-a luat startul la 14 decembrie 2008, în direct la postul de televiziune Prime. 
Fabrica de staruri este o combinatie între Big Brother și Megastar, show-uri cu mare audiență în România. Concurenții sunt pregătiți de profesori și sunt supravegheați non-stop de camerele de luat vederi. Telespectatorii au parte doar de câteva momente din casă.
Emisiunea a fost prezentată de Andreea Raicu, iar directorul academiei și cea care vine zilnic în fața telespectatorilor cu agenda zilei este Nata Albot.